# Busdriver

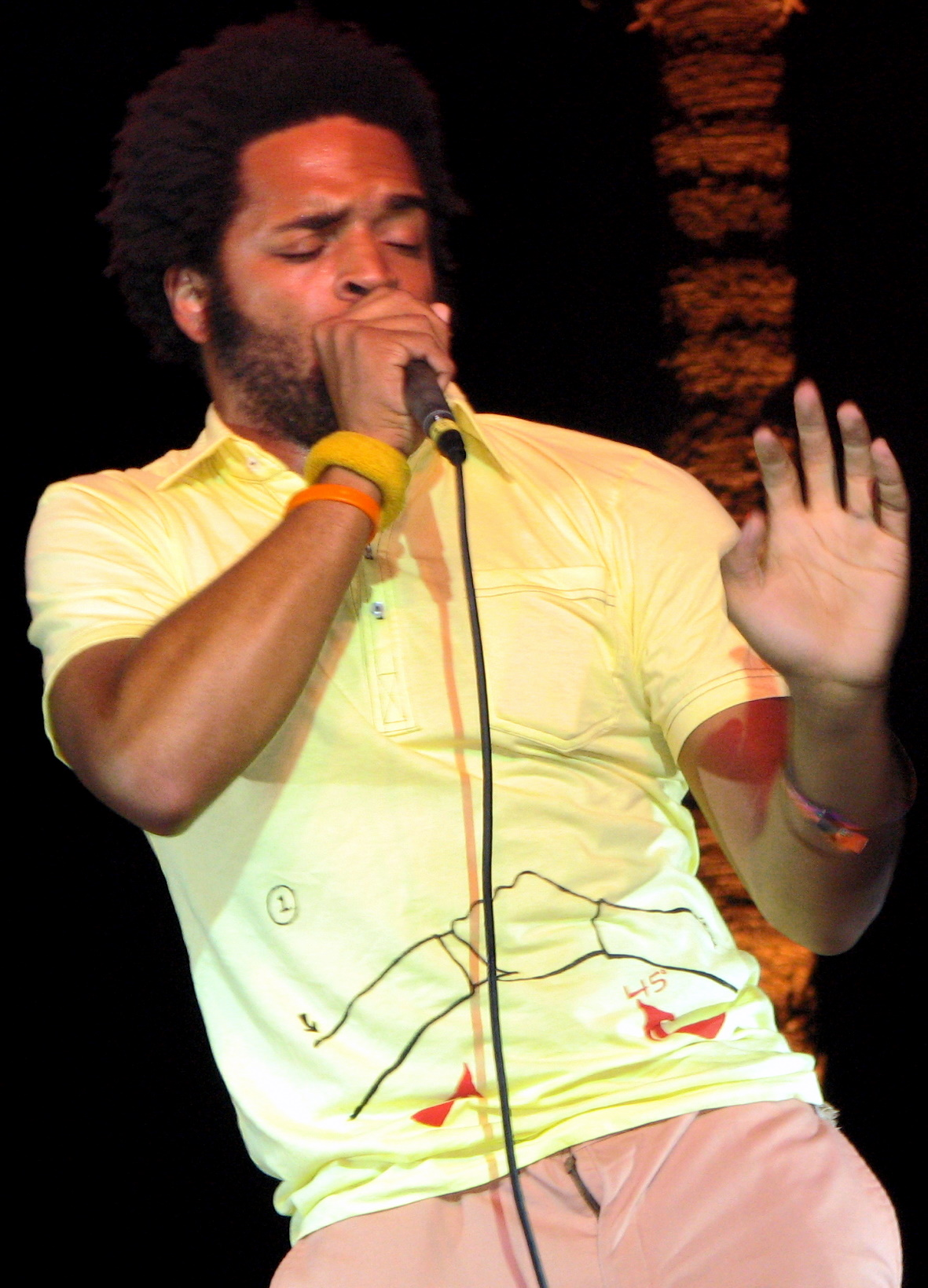
Busdriver, 2007

Busdriver (* 12. Februar 1978; bürgerlicher Name Regan J. Farquhar) ist ein US-amerikanischer Rapper aus Los Angeles. Er wurde bekannt durch seine Mitgliedschaft im Project Blowed, durch seine Zusammenarbeit mit Daedelus und in Deutschland durch Features mit Modeselektor und dem Berliner Rapper Taktloss. Derzeit hat er einen Vertrag bei Epitaph Records. Busdriver hat einen sehr schnellen und trotzdem häufig melodischen und jazzigen Stil.

## Diskografie

### Alben
- 2001: Memoirs of the Elephant Man
- 2002: This Machine Kills Fashion Tips
- 2002: Temporary Forever
- 2003: Busdriver  Meets Daedelus – Live Airplane Food (mit Daedelus)
- 2003: Heavy Items Such As Books, Record Albums, Tools
- 2003: The Weather (mit Radioinactive und Daedelus)
- 2004: Cosmic Cleavage
- 2004: Live Radio Show (mit 2Mex)
- 2005: Fear of a Black Tangent
- 2006: Taxed Jumper (Mix)
- 2007: RoadKillOvercoat
- 2009: Jhelli Beam
- 2012: Beaus$Eros
- 2014: Perfect Hair
- 2018: Electricity is on our side
- 2023: Made in Love

### Mixtapes
- Computer Cooties (2010)
- Vidal Folder (2015)
- Thumbs (2015)

### Compilation albums
- This Machine Kills Fashion Tips (2002)
- Heavy Items Such as Books, Record Albums, Tools (2003)
- Taxed Jumper Mix (2006)

### Live albums
- Live Airplane Food (2003) (with Daedelus)
- Live Radio Concert (2004) (with 2Mex)

### Audiobooks
- I Don't Write Rhymes, I Write Code (2020)

### EPs
- Arguments with Dreams (2012)

### Singles
- 2002: Imaginary Places
- 2005: Avantcore
- 2006: Kill Your Employer
- 2007: Sun Shower
- 2009: Me-Time (with the Pulmonary Palimpsest)
- 2020: The Big Think

### Guest appearances
- Fat Jack – "Life or Death" and "Drive Safe" from Cater to the DJ (1999)
- The Mind Clouders – "Upside Down 6" from Fake It Until You Make It (1999)
- Daddy Kev – "Blowed Anthem" from Lost Angels (2001)
- 2Mex – "Making Money Off God" from B-Boys in Occupied Mexico (2001)
- Daedelus – "Quiet Now" from Invention (2002)
- Omid – "Shock and Awe" from Monolith (2003)
- Daedelus – "Girls" from The Quiet Party (2003)
- Haiku d'Etat – "Transitions and Eras" from Coup de Theatre (2004)
- TTC – "Latest Dance Craze" from Batards Sensibles (2004)
- Daedelus – "Something Bells" from Something Bells (2004)
- Shape Shifters – "American Idle" from Was Here (2004)
- Mums the Word – "They Wanna Rap" from Constant Evolution (2005)
- Onry Ozzborn – "Educated Guess" from In Between (2005)
- SonGodSuns – "Minors into Fire" from Over the Counter Culture (2005)
- Ellay Khule – "Dandylions" from Califormula (2005)
- Subtitle – "Cray Crazy" from Young Dangerous Heart (2005)
- Z-Trip – "Take Two Copies" from Shifting Gears (2005)
- Islands – "Where There's a Will There's a Whalebone" from Return to the Sea (2006)
- Antimc – "Bellies Full of Rain" from It's Free, but It's Not Cheap (2006)
- Scream Club – "Intoxicating" from Life of a Heartbreaker (2006)
- Toca – "Hearts and Gold" from Toca (2007)
- Rob Sonic – "Spy Hunter" from Sabotage Gigante (2007)
- Edit – "Crunk De Gaulle" from Certified Air Raid Material (2007)
- Reefer – "Crony Island" from Reefer (2008)
- K-the-I??? – "Sabbath Faster" from Yesterday, Today & Tomorrow (2008)
- Moderat – "Beats Way Sick" from Moderat (2009)
- Themselves – "Party Rap Sucks" from The Free Houdini (2009)
- Myka 9 – "Chopper" from 1969 (2009)
- Loden – "Self-Aware Wolf" (2010)
- 2Mex – "Career Suicide for Dummies" and "AFC West" from My Fanbase Will Destroy You (2010)
- Open Mike Eagle – "Original Butterscotch Confection" from Unapologetic Art Rap (2010)
- Nocando – "Two Track Mind" from Jimmy the Lock (2010)
- Modeselektor – "Pretentious Friends" from Monkeytown (2011)
- Thirsty Fish – "Grind It Out" from Watergate (2011)
- Daedelus – "What Can You Do?" from Bespoke (2011)
- Sole – "We Stay Eatin'" from Nuclear Winter Volume 2: Death Panel (2011)
- Eligh & AmpLive – "L.A. Dreamers" from Therapy at 3 (2011)
- Radioinactive – "Gypsy Shoe" from The Akashic Record (2012)
- Dark Time Sunshine – "Look at What the Cat Did" from Anx (2012)
- P.O.S – "Oh, Ouch" from We Don't Even Live Here (deluxe edition) (2012)
- Myka 9 – "Enter the Slayer" from Gramophone (2012)
- Abstract Rude – "The Media" from Dear Abbey (2012)
- Kool A.D. – "Question Jam Answer" from 63 (2013)
- Milo – "The Gus Haynes Cribbage League" from Things That Happen at Night (2013)
- Lapalux – "Forlorn" (2013)
- Open Mike Eagle – "Degrassi Picture Day (Hellfyre Jackets)" from Sir Rockabye (2013)
- Milo – "Red Oleanders" from Cavalcade (2013)
- Loden – "About Busdriver with Colors" from The Star-Eyed Condition (2013)
- Latyrx – "Close Your Eyes" from The Second Album (2013)
- Armand Hammer – "New Museum" from Race Music (2013)
- Son Lux – "Easy (Remix)" (2013)
- Ceschi – "Forgotten Forever" from Forgotten Forever (2014)
- Shawn Lee – "Christophe" from Golden Age Against the Machine (2014)
- Milo – "Argyle Sox" from A Toothpaste Suburb (2014)
- MC Frontalot – "Chisel Down" from Question Bedtime (2014)
- Memory Man – "Live from Death Row" from Broadcast One (2015)
- Prefuse 73 – "140 Jabs Interlude" from Rivington Não Rio (2015)
- Abstract Rude – "Relay" from Keep the Feel: A Legacy of Hip Hop Soul (2015)
- Eligh – "Get Like Me" from 80 Hrtz (2015)
- Cavanaugh – "Typecast" from Time and Materials (2015)
- Elos – "Not the Best" from Limit Break (2016)
- The Kleenrz – "Man Overboard" from Season 2 (2016)
- Daedelus – "In Your Hands" from Labyrinths (2016)
- Lorde Fredd33 – "Trap Jazz" from Dead Man's View (2016)
- P.O.S – "Pieces/Ruins" from Chill, Dummy (2017)
- Milo – "Rapper" from Who Told You to Think??!!?!?!?! (2017)
- Jeremiah Jae – "In da Zone" from Daffi (2018)
- Blu & Fat Jack – "Low End Theory" from Underground Makes the World Go Round (2019)

### Productions
- 2Mex – "My Intro Won't Destroy You", "Bluetooth Cyborg", "Career Suicide for Dummies", and "Jolly Rancher" from My Fanbase Will Destroy You (2010)
- Open Mike Eagle – "Nightmares (Busdriver Remix)" and "Four Days" from Extended Nightmares Getdown: The Dark Blue Door (2011)
- Sole – "The Inferno" from A Ruthless Criticism of Everything Existing (2012)
- Tera Melos – "Snake Lake (Busdriver Remix)" from X'ed Out Remixes (2013)
- Open Mike Eagle – "Deathmate Black" from Dark Comedy (2014)
- Billy Woods – "U-Boats" from Today, I Wrote Nothing (2015)